# Julius Hartmann
Julius Frederik Georg Poul Hartmann (født 11. november 1881, Holeby - død 6. november 1951) var en dansk fysiker. 
Hartmann blev student i 1900, aflagde magisterkonferens i 1906 og blev Dr.techn. i 1918 (som den første danske indehaver af denne grad). Han blev assistent ved Københavns Universitets fysiske laboratorium i 1903, docent samme sted i 1914 og forstander for det andet fysiske laboratorium ved Polyteknisk Læreanstalt i 1922 og professor i teknisk fysik her 1929. Han var medlem af Akademiet for de Tekniske Videnskaber fra 1937.
Hartmann kom tidligt ind på arbejdet med kviksølvstråler, som dels resulterede i konstruktion af en række elektrotekniske apparater (blandt andet omskifter og ensretter), hvis bagvedliggende teori lå bag ved hans doktorafhandlingen, og hvis fortsatte anvendelse blev brugt af de danske elværker og dels i flere videnskabelige artikler om væske- og gasstråler. Han lagde grunden til magnethydrodynamiken, som langt senere fik afgørende betydning for plasmafysik.
Hartmann intresserede sig for måle- og regneteknikker, og udførte betydeligt arbejde for at disse fag blev anerkendt i danske tekniske kredse. Hans egne bidrag til emnernes udvikling, Maaleteknik (1914), blev dog ikke det store gennembrud.